# 구상권
구상권(求償權)이란 타인에 갈음하여 채무를 변제한 사람이 그 타인에 대하여 가지는 상환청구권을 말한다.

## 판례
- 공동불법행위자 중 1인의 손해배상채무가 시효로 소멸한 후에 다른 공동불법행위자 1인이 피해자에게 자기의 부담부분을 넘는 손해를 배상하였을 경우에도 그 공동불법행위자에게 구상권을 행사할 수 있다.[2]
- 자동차가 충돌하여 승객이 피해를 입은 경우 각 가해차량의 운행자들은 피해자에 대하여 부진정연대채무를 부담하나 그 내부관계에 있어서는 각 운전자의 과실의 정도에 따라 부담부분이 정하여지고 운행자 중 일방이 자기의 부담부분을 초과하여 변제함으로써 공동의 면책을 얻게 하였을 때에는 다른 운행자에 대하여 상대방의 부담부분에 상당하는 금액을 구상할 수 있다.[3]
- 부진정연대채무의 관계에 있는 복수의 책임주체 내부관계에 있어서는 형평의 원칙상 일정한 부담부분이 있을 수 있으며, 그 부담부분은 각자의 고의 및 과실의 정도에 따라 정하여지는 것으로서 부진정연대채무자 중 1인이 자기의 부담부분 이상을 변제하여 공동의 면책을 얻게 하였을 때에는 다른 부진정연대채무자에게 그 부담부분의 비율에 따라 구상권을 행사할 수 있다.[4]
- 공동불법행위자 중 1인이 피해자로부터 손해배상청구소송을 당하여 그 판결에서 인용된 손해배상금을 지급함으로써 공동면책된 때에는, 그것이 부당응소라는 등의 특별한 사정이 없는 한 공동면책된 금액 중 다른 공동불법행위자의 과실비율에 상당하는 금액은 물론이고 그에 대한 공동면책일 이후의 법정이자 및 피할 수 없는 비용 기타의 손해배상을 구상할 수 있다[5]
- 부진정연대채무자 중 1인으로서 피해자에 대한 손해배상채무를 실제로 이행한 도급인이 수급인에 대하여 취득하게 되는 구상권은 이른바 하자 확대손해 배상채권의 변형물에 해당한다는 이유로 수급인의 이러한 구상금채무도 도급인의 공사대금채무와 동시이행관계에 있다[6]

## 같이 보기
- 연대채무